# Anti-Submarine Projector Mark 20

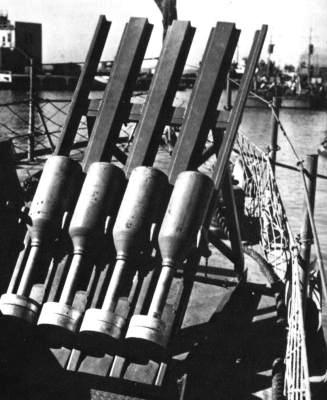

Anti-Submarine Projector Mark 20 (Mousetrap) – wyrzutnia rakietowych bomb głębinowych opracowana w Stanach Zjednoczonych w 1942 roku.
Na podstawie Mousetrap zaprojektowano także lotniczą rakietę głębinową Retrorocket.

## Opis
Wyrzutnia Mousetrap została zaprojektowana jako wersja rozwojowa brytyjskiej wyrzutni rakietowych bomb głębinowych typu Hedgehog. Poważną wadą Hedgehoga był duży ciężar oraz odrzut przy oddawaniu salwy, co uniemożliwiało zainstalowanie tej broni na mniejszych okrętach, jak okręty patrolowe i ścigacze okrętów podwodnych.
Nowa broń została opracowana przez National Defense Research Committee (ang. Narodowy Komitet Badań Obronnych) przy uniwersytecie California Institute of Technology. Stanowiła ją głowica bojowa pocisku Hedgehog połączona z nowym silnikiem rakietowym Mk. 3 na paliwo stałe. Nazwa Mousetrap (pol. „pułapka na myszy”) pochodzi od wyglądu wyrzutni tych pocisków, która przypominała właśnie rozłożoną pułapkę na myszy. Oficjalna nazwa tej czteropociskowej wyrzutni brzmiała: anti-submarine projector Mk. 20, w późniejszym czasie opracowano także wersję ośmiopociskową anti-submarine projector Mk. 22. Wyrzutnie były ustawiane nieruchomo na pokładzie po dwie, po obu burtach okrętu, w jego przedniej części, skierowane do przodu. Często stosowano cztery wyrzutnie. Pociski miały zasięg do 274 metrów. Kierowanie wyrzutni na cel odbywało się całym okrętem.
Wyrzutnie Mousetrap stosowane były przede wszystkim na okrętach amerykańskich podczas II wojny światowej. W drodze układu Lend-Lease Act trafiły na pokładach okrętów także między innymi do marynarki brytyjskiej i radzieckiej. W ZSRR skonstruowano następnie w 1945 roku podobną wyrzutnię RBU dla bomb głębinowych RBM (zasięg do 260 metrów).